# نيكولا مورا
نيكولا مورا (بالإيطالية: Nicola Mora)‏ (13 يوليو 1979 في إيطاليا - ) هو لاعب كرة قدم إيطالي في مركز الظهير. شارك مع منتخب إيطاليا تحت 20 سنة لكرة القدم ومنتخب إيطاليا تحت 21 سنة لكرة القدم. أما مع النوادي، فقد لعب مع نادي بارما ونادي باري ونادي بياتشينزا ونادي بيسكارا ونادي تورينو ونادي سبيزيا ونادي فوجيا ونادي نابولي وUS Arzanese ‏ وSSD Ischia Calcio ‏ وASD Nerostellati Frattese ‏ ونادي غروسيتو.

## وصلات خارجية
- نيكولا مورا على موقع قاعدة بيانات كرة القدم.إي يو (الإنجليزية)
- نيكولا مورا على موقع Soccerway.com (الإنجليزية)